# Paul Trappen

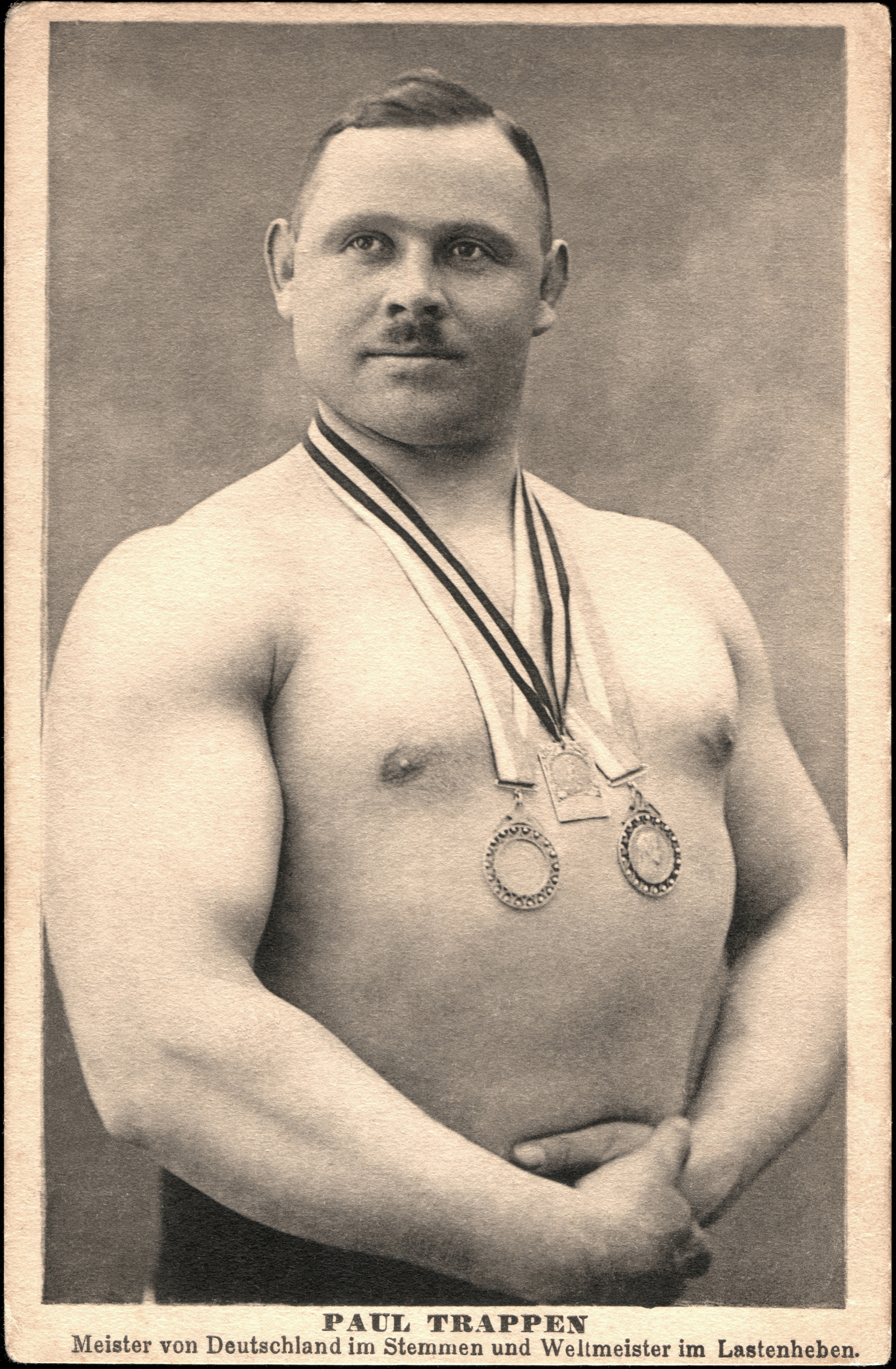

Paul Trappen (* 1887 in Heidweiler; † 22. Februar 1957 in Trier) war ein deutscher Ringer, Gewichtheber, Kraftmensch und Kraftartist.

## Werdegang
Paul Trappen war ein Sohn des Ackerers Christian Trappen und dessen aus Hasborn (Eifel) stammender Frau Maria Katharina Görgen. Als Metzgerlehrling zog er nach Trier, wo er bis zu seinem Tod lebte. 1911 heiratete Trappen die Trierer Maurerstochter Susanna Dier. Aus der Ehe gingen die Töchter Anna, Katharina und der Sohn Josef hervor. Seinen Lebensunterhalt verdiente er seit den 1920er Jahren als Gastwirt. Sein Trierer Rippchenhaus in der Simeonstraße war über Trier hinaus berühmt, später kam noch der Eifeler Hof in der Brückenstraße dazu.

## Leistungen

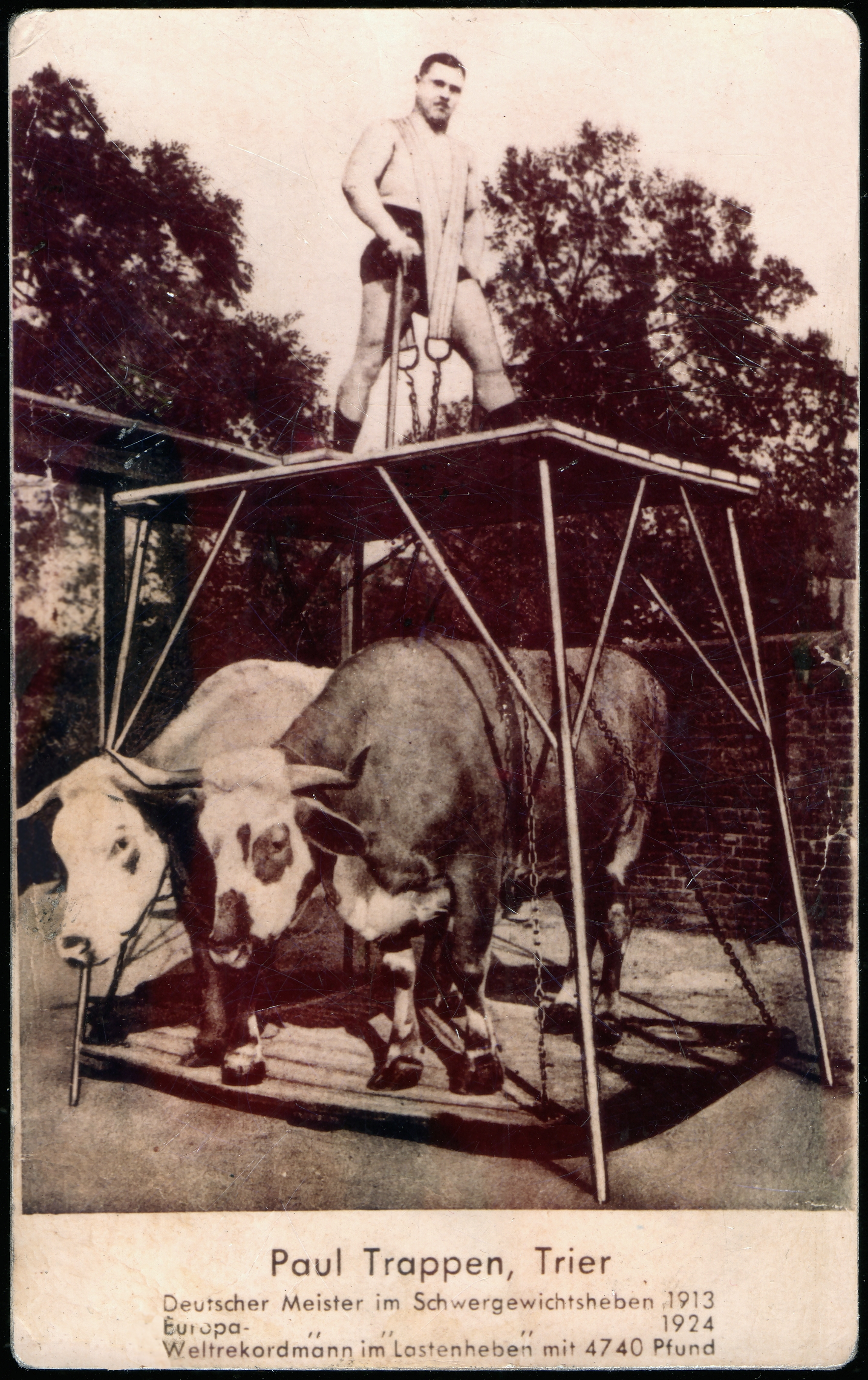
Paul Trappen hebt zwei Ochsen

Schon vor seinem Gewinn der deutschen Schwergewichtsmeisterschaft 1912 im Gewichtheben hatte sich Trappen bei mehreren Wettkämpfen als stärkster Ringer im deutschen Südwesten etabliert. Seinen bis heute anhaltenden legendären Ruhm begründete er 1913 mit sagenhaften Kraftleistungen. Die berühmteste: Trappen zog, auf einer Hebebühne stehend, an eiserner Kette eine Plattform mit zwei ausgewachsenen Mastochsen (Gesamtgewicht: 2064 kg) fast einen halben Meter hoch. Damit übertraf er nicht nur deutlich eine vergleichbare Hebeleistung des Luxemburger Weltmeisters im Lastenheben John Grün, sondern stellte eine bis heute kaum überbotene Demonstration von Stärke auf. Nicht weniger staunenerregend war Trappens einarmig freies Umsetzen von zwei – später sogar fast drei – Zentnern. Trappen konnte einarmig drei Männer von insgesamt über 200 kg hochheben. Auf dem Rücken liegend drückte er mit seinen Beinen zwanzig auf einem Brett sitzende Personen (mit einem Gewicht von insgesamt über 30 Zentnern) hoch.
Nach diesen Kraftleistungen wurde Trappen vom amerikanischen Zirkus Barnum and Baileys engagiert, musste aber kurz darauf als Soldat im Ersten Weltkrieg teilnehmen. Nach dem Ersten Weltkrieg trat er einige Jahre lang an zahlreichen Orten als Kraftartist auf.
1925 überbot er mit einem Fünfkampfweltrekord die Leistung des amtierenden Olympiasiegers. Wegen des Ersten Weltkriegs, aber auch, weil sein Profivertrag dem olympischen Amateurstatut widersprach, blieb dem Mitglied des Trierer Athletikvereins Deutsche Eiche Siegfried der Ruhm eines Olympiasiegers verwehrt. Paul Trappen musste sich damit trösten, bei Parallelwettkämpfen die Leistungen der Olympiasieger von 1924, 1928 oder 1936 zu überbieten. Noch als fünfzigjähriger Großvater stellte Trappen im Kraftdreikampf einen Seniorenweltrekord auf.

## Vereinstätigkeit
In sportlicher Hinsicht gingen seine Verdienste noch weit über die eigenen Leistungen hinaus. Als jahrzehntelanger Trainer und führender Vereinsfunktionär gelang es ihm, Triers Ruf als Stadt der starken Männer zu begründen. Seine Meisterschüler Jakob Vogt und Helmut Opschruf stellten Weltrekorde auf, Athleten wie Oswald („Ossi“) Junkes oder der Sohn Josef Trappen machten die Trierer Gewichtheber zeitweise zu einer der stärksten Staffeln Deutschlands. Seine kraftsportlichen Leistungen, aber auch seine Persönlichkeit machten den Eifler Bauernsohn Paul Trappen zu einem der bekanntesten und populärsten Trierer des 20. Jahrhunderts.